# Юнацький чемпіонат Європи з футболу (U-18) 1995
Чемпіонат Європи з футболу серед юнаків віком до 18 років 1995 року — пройшов у Греції з 15 по 22 липня. Переможцем стала збірна Іспанії, яка у фіналі перемогла збірну Італії із рахунком 4:1.

## Учасники
- Греція (господарі)
- Угорщина
- Італія
- Нідерланди
- Норвегія
- Словаччина
- Іспанія
- Туреччина

## Груповий етап

### Група A
| Збірна     | І | В | Н | П | ГЗ | ГП | РГ | О |
| ---------- | - | - | - | - | -- | -- | -- | - |
| Італія     | 3 | 2 | 0 | 1 | 6  | 3  | +3 | 6 |
| Греція     | 3 | 1 | 1 | 1 | 7  | 6  | +1 | 4 |
| Норвегія   | 3 | 1 | 1 | 1 | 5  | 4  | +1 | 4 |
| Словаччина | 3 | 1 | 0 | 2 | 3  | 8  | –5 | 3 |

| 15 липня | Італія     | 4–1 | Греція     |
|          | Норвегія   | 3–1 | Словаччина |
| 17 липня | Італія     | 2–1 | Норвегія   |
|          | Греція     | 5–1 | Словаччина |
| 19 липня | Словаччина | 1–0 | Італія     |
|          | Норвегія   | 1–1 | Греція     |

### Група B
| Збірна     | І | В | Н | П | ГЗ | ГП | РГ | О |
| ---------- | - | - | - | - | -- | -- | -- | - |
| Іспанія    | 3 | 3 | 0 | 0 | 7  | 2  | +5 | 9 |
| Нідерланди | 3 | 2 | 0 | 1 | 10 | 6  | +4 | 6 |
| Угорщина   | 3 | 1 | 0 | 2 | 6  | 8  | –2 | 3 |
| Туреччина  | 3 | 0 | 0 | 3 | 2  | 9  | –7 | 0 |

| 15 липня | Іспанія    | 2–1 | Угорщина   |
|          | Нідерланди | 4–1 | Туреччина  |
| 17 липня | Іспанія    | 3–0 | Туреччина  |
|          | Нідерланди | 5–3 | Угорщина   |
| 19 липня | Іспанія    | 2–1 | Нідерланди |
|          | Угорщина   | 2–1 | Туреччина  |

## Матч за 3-тє місце
| 21 липня 1995 |

| Греція | 5–0 | Нідерланди |
| ------ | --- | ---------- |
|        |     |            |

| Катеріні |

## Фінал
| 22 липня 1995 |

| Іспанія              | 4–1 | Італія |
| -------------------- | --- | ------ |
| Карлос Домінгес Гуті |     | Тотті  |

| Катеріні |

| Чемпіон Європи 1995 |
| ------------------- |
| Іспанія 3-й титул   |